# British Hockey League 1983/84
Die Saison 1983/84 war die zweite Spielzeit der British Hockey League, der höchsten britischen Eishockeyspielklasse. Meister wurden die Dundee Rockets.

## Modus
In der regulären Saison absolvierte jede der neun Mannschaften insgesamt 32 Spiele. Der Erstplatzierte der Hauptrunde wurde Meister. Für einen Sieg erhielt jede Mannschaft zwei Punkte, für ein Unentschieden einen Punkt und für eine Niederlage null Punkte.

## Hauptrunde

### Tabelle
|    | Klub                | Sp | S  | U | N  | Tore    | Punkte |
| -- | ------------------- | -- | -- | - | -- | ------- | ------ |
| 1. | Dundee Rockets      | 32 | 24 | 2 | 6  | 294:185 | 50     |
| 2. | Durham Wasps        | 32 | 23 | 1 | 8  | 282:208 | 47     |
| 3. | Streatham Redskins  | 32 | 19 | 3 | 10 | 211:169 | 41     |
| 4. | Ayr Bruins          | 31 | 17 | 4 | 10 | 204:177 | 38     |
| 5. | Murrayfield Racers  | 31 | 15 | 2 | 14 | 206:175 | 32     |
| 6. | Whitley Warriors    | 32 | 12 | 1 | 19 | 235:277 | 25     |
| 7. | Fife Flyers         | 32 | 9  | 2 | 21 | 217:237 | 20     |
| 8. | Nottingham Panthers | 32 | 9  | 2 | 21 | 183:277 | 20     |
| 9. | Cleveland Bombers   | 32 | 6  | 1 | 25 | 170:297 | 13     |

Sp = Spiele, S = Siege, U = Unentschieden, N = Niederlagen